# 모건 브리타니

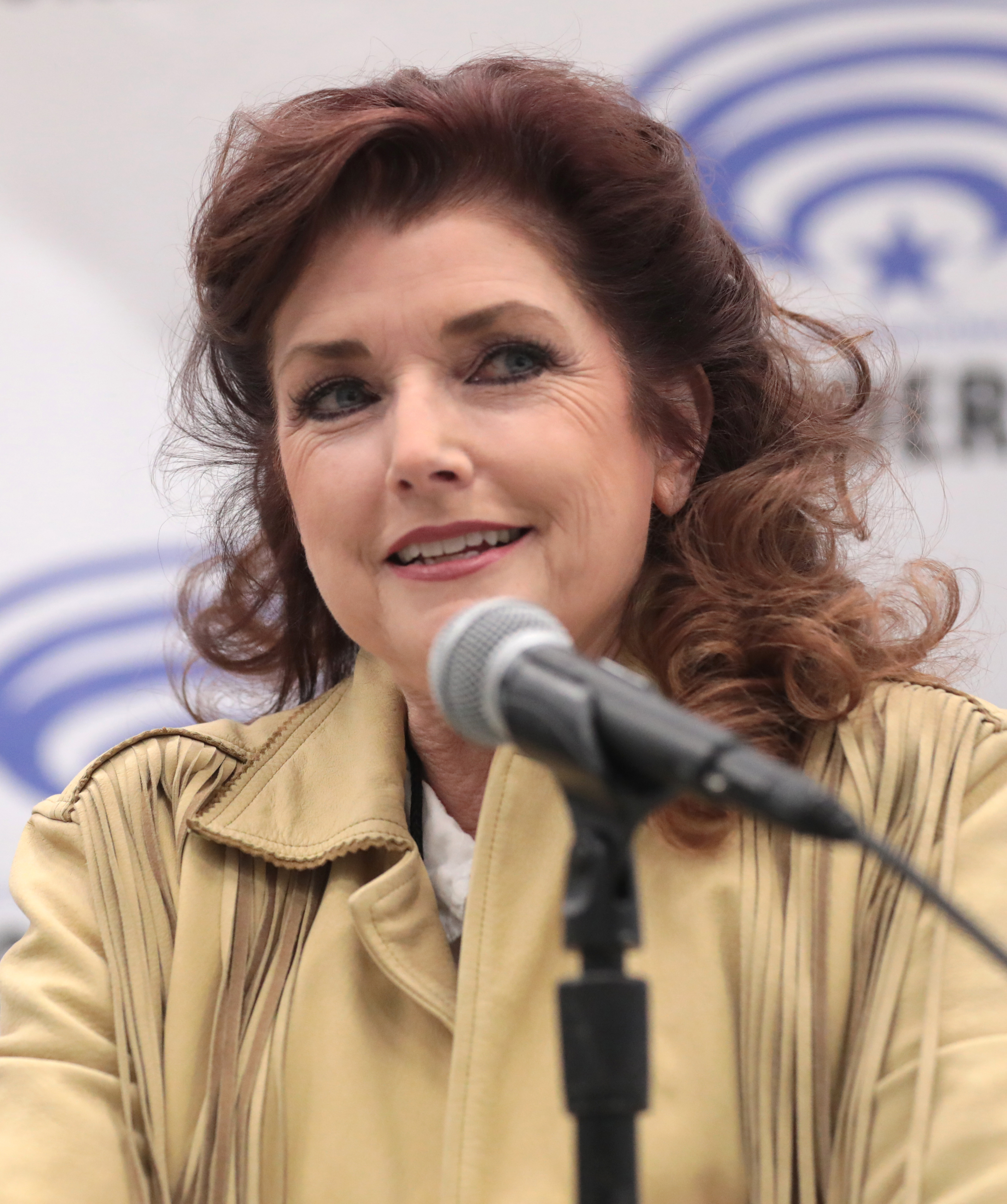

모건 브리타니(Morgan Brittany, 1951년 12월 5일 ~ )는 미국의 배우, 저널리스트, 텔레비전 배우, 영화배우, 모델, 스턴트 배우이다.
할리우드에서 태어났다.

## 영화
- 해니티 (2009년) - 본인 역
- 어메리커나이징 쉘리 (2007년)
- 프로텍터(영어판) (1997년)
- 뱀파이어의 일몰 (1990년)
- LBJ: 초창기 (1987년)
- 호텔 - 시리즈 (1983년)
- 천국의 문(영어판) (1979년)
- 꿈꾸는 낙원 (1978년)
- 달라스 (1978년)
- 사랑의 유람선 (1977년)
- 게이블 앤 롬바드 (1976년)
- 나, 너 그리고 우리 (1968년) - 루이스 비어즐리 역
- 새 (1963년)
- 집시 (1962년)
- 나의 세 아들 (1960년)
- 달려라 래시 (1954년)